# Telenomus sacchii
Telenomus sacchii is een vliesvleugelig insect uit de familie van de Scelionidae. De wetenschappelijke naam van de soort is voor het eerst geldig gepubliceerd in 1930 door Oglobin.